# Llista de monuments de la Llacuna
Llista de monuments de la Llacuna inclosos en l'Inventari del Patrimoni Arquitectònic Català per al municipi de la Llacuna (Anoia). Inclou els inscrits en el Registre de Béns Culturals d'Interès Nacional (BCIN) amb la classificació de monuments històrics, els béns culturals d'interès local (BCIL) de caràcter immoble i la resta de béns arquitectònics integrants del patrimoni cultural català.
| Monument                                            | Protecció   | Estil/època                | Localització                                                                 | Coordenades                                          | Codi?         | Imatge |
| --------------------------------------------------- | ----------- | -------------------------- | ---------------------------------------------------------------------------- | ---------------------------------------------------- | ------------- | --- |
| Castell de Vilademàger                              | BCIN 962-MH | Gòtic Medieval             | La Llacuna Camí de Can Marquet o del Castell, sortint del carrer del Castell | 41° 28′ 22″ N, 1° 33′ 01″ E / 41.472809°N,1.550276°E | RI-51-0005507 | Castell de Vilademàger (la Llacuna) · Vegeu més fotos d'aquest monument · Carregueu una nova foto d'aquest monument                 |
| Els Castellots o la Salada                          | BCIN 964-MH | Medieval                   | La Llacuna Camí rural sortint de la crta. BV-2136 km 45,3                    | 41° 29′ 03″ N, 1° 33′ 31″ E / 41.484213°N,1.558596°E | RI-51-0005509 | Carregueu una nova foto d'aquest monument                                                                                           |
| Castellot del Mas Martí                             | BCIN 965-MH | Medieval                   | La Llacuna Camí rural sortint de la crta. BV-2136 km 45,3                    | 41° 29′ 02″ N, 1° 33′ 36″ E / 41.483855°N,1.55994°E  | RI-51-0005510 | Castellot del Mas Martí (la Llacuna) · Vegeu més fotos d'aquest monument · Carregueu una nova foto d'aquest monument                |
| Restes de muralla i portals del poble de la Llacuna | BCIN 963-MH | Obra popular XV-XVII       | La Llacuna Nucli antic, c. de la Muralla                                     | 41° 28′ 22″ N, 1° 31′ 57″ E / 41.472645°N,1.532539°E | RI-51-0005508 | Restes de muralla i portals del poble de la Llacuna · Vegeu més fotos d'aquest monument · Carregueu una nova foto d'aquest monument |
| Cal Nin Vell, habitatge-torre                       |             | Obra popular               | La Llacuna C. d'en Badorch, 4                                                | 41° 28′ 22″ N, 1° 32′ 00″ E / 41.472728°N,1.533445°E | IPA-5835      | Cal Nin Vell (la Llacuna) · Vegeu més fotos d'aquest monument · Carregueu una nova foto d'aquest monument                           |
| Plaça porticada de la Llacuna                       |             | Obra popular XIV-XVIII     | La Llacuna Pl. Major                                                         | 41° 28′ 21″ N, 1° 32′ 02″ E / 41.47255°N,1.53377°E   | IPA-5837      | Plaça porticada de la Llacuna · Vegeu més fotos d'aquest monument · Carregueu una nova foto d'aquest monument                       |
| Església parroquial de Santa Maria de la Llacuna    |             | Gòtic tardà XVII-XVIII     | La Llacuna Pl. Major                                                         | 41° 28′ 22″ N, 1° 32′ 03″ E / 41.472709°N,1.534222°E | IPA-5838      | Església parroquial de Santa Maria de la Llacuna · Vegeu més fotos d'aquest monument · Carregueu una nova foto d'aquest monument    |
| Creu del Pla de la Llacuna, creu de terme           |             | Gòtic XV                   | La Llacuna Límit terme amb Sta. Maria de Miralles                            | 41° 28′ 58″ N, 1° 31′ 07″ E / 41.482665°N,1.518677°E | IPA-5839      | Creu del Pla de la Llacuna · Vegeu més fotos d'aquest monument · Carregueu una nova foto d'aquest monument                          |
| Pont de l'Arc                                       |             |                            | La Llacuna A tocar de la ctra. de Torrebusqueta                              | 41° 28′ 12″ N, 1° 31′ 54″ E / 41.47008°N,1.53164°E   | IPA-5844      | Pont de l'Arc (la Llacuna) · Vegeu més fotos d'aquest monument · Carregueu una nova foto d'aquest monument                          |
| Mas Baltà                                           |             | Barroc, obra popular XVIII | La Llacuna Baltà                                                             | 41° 27′ 30″ N, 1° 34′ 07″ E / 41.458444°N,1.568599°E | IPA-5852      | Mas Baltà (la Llacuna) · Vegeu més fotos d'aquest monument · Carregueu una nova foto d'aquest monument                              |
| Tros de finestra                                    |             | Gòtic XIV-XV               | La Llacuna C. Raval                                                          |                                                      | IPA-6689      | Tros de finestra (la Llacuna) · Vegeu més fotos d'aquest monument · Carregueu una nova foto d'aquest monument                       |
| Portal de Cal Jennin                                |             | Obra popular XVIII Final   | La Llacuna                                                                   |                                                      | IPA-6693      | Carregueu una nova foto d'aquest monument                                                                                           |
| Portal de Cal Mallendrich                           |             | Obra popular XVIII         | La Llacuna C. del Raval                                                      | 41° 28′ 20″ N, 1° 32′ 03″ E / 41.47222°N,1.53406°E   | IPA-6694      | Carregueu una nova foto d'aquest monument                                                                                           |
| Les Solanes                                         |             | Obra popular XIII          | La Llacuna Cim de les Solanes                                                | 41° 26′ 11″ N, 1° 30′ 18″ E / 41.436322°N,1.504978°E | IPA-6695      | Les Solanes (la Llacuna) · Vegeu més fotos d'aquest monument · Carregueu una nova foto d'aquest monument                            |
| Cal Cristià                                         |             | Obra popular XV            | La Llacuna C. de la Font, 3                                                  | 41° 28′ 18″ N, 1° 31′ 59″ E / 41.471743°N,1.533171°E | IPA-6696      | Cal Cristià (la Llacuna) · Vegeu més fotos d'aquest monument · Carregueu una nova foto d'aquest monument                            |
| Hostal El Celler                                    |             | Obra popular XV            | La Llacuna C. Major, 1                                                       | 41° 28′ 20″ N, 1° 32′ 01″ E / 41.472289°N,1.533583°E | IPA-6697      | Hostal El Celler (la Llacuna) · Vegeu més fotos d'aquest monument · Carregueu una nova foto d'aquest monument                       |
| Cal Noia                                            |             | Obra popular XVI-XX        | La Llacuna C. de la Font, 5                                                  | 41° 28′ 18″ N, 1° 31′ 59″ E / 41.471697°N,1.533118°E | IPA-6698      | Carregueu una nova foto d'aquest monument                                                                                           |
| Casa al carrer Major, 11                            |             | Obra popular XVI-XVII      | La Llacuna C. Major, 11                                                      | 41° 28′ 20″ N, 1° 32′ 00″ E / 41.472109°N,1.533239°E | IPA-6699      | Casa al carrer Major, 11 (la Llacuna) · Vegeu més fotos d'aquest monument · Carregueu una nova foto d'aquest monument               |
| Casa Magí Gomà i Canela                             |             | Obra popular XVIII         | La Llacuna C. de la Creu                                                     | 41° 28′ 21″ N, 1° 32′ 06″ E / 41.472489°N,1.534947°E | IPA-6700      | Casa Magí Gomà i Canela (la Llacuna) · Vegeu més fotos d'aquest monument · Carregueu una nova foto d'aquest monument                |
| Convent de les Dominiques (la Llacuna)              |             | XX Inici                   | La Llacuna Pedragosa                                                         | 41° 28′ 19″ N, 1° 32′ 04″ E / 41.471894°N,1.534422°E | IPA-6701      | Carregueu una nova foto d'aquest monument                                                                                           |
| Casa Magí Farriol                                   |             | Obra popular XIX           | La Llacuna C. de la Cuitora                                                  | 41° 28′ 19″ N, 1° 32′ 09″ E / 41.47184°N,1.53585°E   | IPA-6702      | Carregueu una nova foto d'aquest monument                                                                                           |
| Restaurant Ca l'Americà                             |             | Obra popular XIX           | La Llacuna C. de la Creu - c. Pedragosa i c. Cuitora                         | 41° 28′ 21″ N, 1° 32′ 06″ E / 41.472432°N,1.534930°E | IPA-6703      | Restaurant Ca l'Americà (la Llacuna) · Vegeu més fotos d'aquest monument · Carregueu una nova foto d'aquest monument                |
| Cal Nin Nou                                         |             | Noucentisme XX Inici       | La Llacuna Al costat de la ctra. Vilafranca - Igualada                       | 41° 28′ 13″ N, 1° 32′ 00″ E / 41.47040°N,1.53322°E   | IPA-6704      | Cal Nin Nou (la Llacuna) · Vegeu més fotos d'aquest monument · Carregueu una nova foto d'aquest monument                            |
| Casa al carrer Igualada, 27                         |             | Noucentisme XX Inici       | La Llacuna C. d'Igualada, 27                                                 | 41° 28′ 12″ N, 1° 31′ 58″ E / 41.470118°N,1.532722°E | IPA-6705      | Carregueu una nova foto d'aquest monument                                                                                           |
| Molí del Nin                                        |             | Obra popular XIX           | La Llacuna Torrent de la Molinada                                            | 41° 27′ 57″ N, 1° 31′ 08″ E / 41.465769°N,1.518779°E | IPA-26435     | Molí del Nin (la Llacuna) · Vegeu més fotos d'aquest monument · Carregueu una nova foto d'aquest monument                           |
| Molí de Baix de Rofes                               |             | Obra popular               | La Llacuna                                                                   |                                                      | IPA-40683     | Carregueu una nova foto d'aquest monument                                                                                           |
| Molí de Dalt de Rofes                               |             | Obra popular               | La Llacuna                                                                   |                                                      | IPA-40684     | Carregueu una nova foto d'aquest monument                                                                                           |
| Sant Joan de Baltà                                  |             | XVIII                      | La Llacuna Baltà                                                             | 41° 27′ 30″ N, 1° 34′ 06″ E / 41.45839°N,1.56834°E   | IPA-5853      | Carregueu una nova foto d'aquest monument                                                                                           |
| Ermita de Sant Antoni Abat del Pla o de les Vilates |             | Obra popular XVI-XIX       | La Llacuna Les Vilates, ctra. de la Llacuna a Sant Joan de Mediona           | 41° 29′ 10″ N, 1° 32′ 52″ E / 41.486042°N,1.547718°E | IPA-5855      | Ermita de Sant Antoni Abat del Pla (la Llacuna) · Vegeu més fotos d'aquest monument · Carregueu una nova foto d'aquest monument     |
| Església de Sant Josep                              |             | Historicisme XX Final      | La Llacuna Rofes                                                             | 41° 29′ 41″ N, 1° 34′ 04″ E / 41.494597°N,1.567785°E | IPA-5848      | Església de Sant Josep (la Llacuna) · Vegeu més fotos d'aquest monument · Carregueu una nova foto d'aquest monument                 |